# Vârful lui Pătru
Vârful lui Pătru (2130 m n. m.) je hora v pohoří Șureanu v jihozápadním Rumunsku. Nachází se na hranicích žup Alba a Hunedoara asi 15 km jihojihozápadně od obce Tău Bistra a 15 km severovýchodně od města Petrila. Vrchol je místem dalekého rozhledu. Vârful lui Pătru je nejvyšší horou celého pohoří.
Na vrchol lze vystoupit po značených turistických cestách z několika směrů, například po hřebenové trase nebo od chat Voievodu či Oașa.